# Ravnsbjerg
Ravnsbjerg is een plaats in de Deense regio Zuid-Denemarken, gemeente Esbjerg, en telt 358 inwoners (2007).